# 奧伯爾希亞鄉
43°53′00″N 24°20′00″E / 43.8833°N 24.3333°E
奧伯爾希亞鄉（羅馬尼亞語：Comuna Obârșia, Olt），是羅馬尼亞的鄉份，位於該國南部，由奧爾特縣負責管轄，面積38平方公里，海拔高度95米，2007年人口3,042，人口密度每平方公里81人。